# Joseph Hesser
Joseph M. Hesser SVD (* 29. September 1867 in Lahr (Hunsrück); † 15. Juni 1920 in Taikiachwang, Republik China) war ein katholischer Chinamissionar und Autor.

## Leben
Joseph Hesser entstammte einer tiefreligiösen Hunsrücker Bauern- und Schreinerfamilie. Er war das älteste von acht Kindern der Eheleute Peter Hesser und Maria Magdalena geb. Friedrich. Zwei Geschwister starben jung, ein Bruder wurde ebenfalls Priester und zwei Schwestern wurden Nonnen. Sein schon sehr früh gehegter Wunsch, Missionar zu werden, wurde von dem Pfarrer unterstützt und gefördert. Am 7. Oktober 1882 wurde er in Steyl als Gymnasiast aufgenommen und trat später ins Noviziat ein. Seine philosophischen und theologischen Studien führte er in Sankt Gabriel bei Wien durch. Dort erhielt er am 25. Juni 1893 auch die Priesterweihe. Schon am 17. September desselben Jahres reiste der Jungpriester nach China. Bei ihm war unter anderem P. Georg M. Stenz SVD (1869–1928), der im November 1898 am Vorabend des Boxeraufstands schwer misshandelt wurde. In Puoli/Südshantung begann Hesser mit dem Studium der chinesischen Sprache und Kultur, das er in Wangchwang/Ostshantung fortsetzte.
Zunächst war Joseph Hesser Wandermissionar, 1894 Kaplan in der Kreisstadt Chüchow und seit 1896 Rektor der dortigen Missionsstation. Hier setzte er sich für den Schutz der Dorfbewohner gegen Räuberbanden ein. Dies und seine unnachgiebige Art machten ihn selbst zum Angriffsziel. Deshalb wurde er nach Tsining versetzt, wo auf der Bischofsstation chinesische Katechisten ausgebildet wurden. Von 1899 bis 1919 leitete Hesser diese Schule, war zwischenzeitlich aber Rektor der Ordenszentrale in Taikiachwang.
Als die meisten unter 60-jährigen Deutschen nach dem Ersten Weltkrieg aus China ausgewiesen wurden, durfte Joseph Hesser auf Geheiß des Ortsmandarins wegen Ehrlichkeit bleiben. Am 15. Juni 1920 starb der Chinamissionar als provisorischer Leiter des Exerzitienhauses in Taikiachuang nach dreiwöchiger Krankheit im Beisein seines jüngsten Bruders Aloys (1881–1962), der ebenfalls Steyler Chinamissionar geworden war.
Laut Biografie seines Bruders Aloys war Joseph Hesser ein sehr beliebter Beichtvater, der schon zu Lebzeiten als heiligmäßig verehrt wurde, und nach seinem Tod soll es Bestrebungen für einen Seligsprechungsprozess gegeben haben. Jedenfalls zeichnete sich Joseph Hesser durch glühenden Seeleneifer, große Geduld, Pünktlichkeit und Genauigkeit, aber auch Strenge aus.

## Literarisches Werk
Joseph Hesser hat mindestens 22 Bücher in chinesischer Sprache veröffentlicht. Darunter sind theologische Werke, religiöse Erbauungsbücher und – besonders erwähnenswert – die erste chinesische Grammatik (1905) sowie eine Sammlung chinesischer Sprichwörter (1909). Letztere half den Missionaren, ihre Predigten volksnah zu formulieren. Interessant ist seine Art des Bücherschreibens. Er diktierte sie während des Essens einem Mitarbeiter, wobei ein zweiter darauf achten musste, dass jener keine Fehler machte.
Hier eine Themenauswahl seiner Publikationen:
- Anleitung zum Beichten.
- Die Sonntagsheiligen.
- Chinesische Sprichwörter, Phrasen und Redensarten (744 Seiten)
- Chinesische Grammatik (1905)
- Kommentar zum Katechismus (1910 Erstauflage, 1930, 8. Auflage)
- Übersetzung der Episteln und Evangelien der Sonn- und Feiertage (248 Seiten)
- Geschichte des Alten und Neuen Testamentes (Lehrbuch für Missionsschulen; 1940, 11. Auflage)
- Das vierte Gebot
- Über die Seligkeit des Himmels
- Die Verehrung der Gottesmutter
- Die Todsünde
- Kommuniongebete